# Johann Christian Meier
Johann Christian Meier (* 25. Dezember 1732 in Hasserode; † 27. Februar 1815 in Schneverdingen) war ein deutscher Pädagoge, Pfarrer und Schriftsteller.

## Leben
Johann Christian Meier wurde als Sohn des Papiermüllers Meier und dessen aus Danstedt stammenden Ehefrau, einer Bäuerin, zum Weihnachtsfest 1732 geboren. Der Vater verfiel dem Trunk und musste bereits 1740 die oberste Papiermühle in Hasserode verkaufen und mit seiner Familie in ein kleines Fachwerkhaus nach Wernigerode ziehen. Dort wuchs  sein Sohn fast ohne Erziehung, beinah wie ein Halbwilder auf. Er musste frühzeitig zum Unterhalt der Familie beitragen und im Wald Holz lesen und mit einer Kiepe und später mit einer Schubkarre in die Stadt bringen.
In den späteren Jahren durch gute Elementarlehrer unterrichtet, gewann er allmählich Lust am Lernen in der Schule und erweckte während des Katechismusunterrichtes das Interesse des Superintendenten Ziegler, der ihn zu fördern begann. Die bereits geplante Lehre zum Papiermachergesellen gab er auf zugunsten des Besuchs der Lateinschule in Wernigerode. Nach deren erfolgreichen Abschluss studierte er von 1754 bis 1757 Theologie an der Universität Halle. Im Anschluss wurde er Seminarist und kehrte als Subrektor an die Lateinschule nach Wernigerode zurück. Parallel hielt er Predigten an der Johanniskirche in der Wernigeröder Neustadt, die er jedoch einstellen musste, da im Konsistorium Zweifel an seiner Fähigkeit aufgekommen waren. Meier begeisterte sich durch das Studium des Schriften Johann Bernhard Basedows für dessen pädagogische Reformen und nahm persönlichen Kontakt zu ihm auf. Neun Monate des Jahres 1768 verbrachte er bei Basedow, wandte sich dann jedoch widerwillig von ihm ab und zog nach Hamburg. Hier hatte er eine Stelle als Privatlehrer erhalten, die er sechs Jahre mit Leben erfüllte. Eine feste Anstellung im öffentlichen Dienst erhielt er danach als Rektor der Schule zu Otterndorf. Nachdem der Dichter Johann Heinrich Voß sein Nachfolger wurde, beförderte man ihn zum Rektor der Domschule in Verden. Seine nebenamtlichen theologischen Studien veranlassten ihn, 1787 das theologische Examen abzulegen, um in ein Pfarramt wechseln zu können. Allerdings war es schwierig für ihn, aufgrund seiner kritischen Einstellung zur Kirche eine Stelle als Pfarrer zu erhalten. Erst 1794 wurde er Pfarrer in dem kleinen Dorf Schneverdingen, in dem er bis zum Lebensende lebte. Unterbrochen wurde sein Aufenthalt durch eine Vorladung nach Hannover, zu der ihm 1805 36 französische Jäger eskortierten.

## Werke
Seine zahlreichen Schulprogramme und -schriften zeugen von seinen reformpädagogischen Ideen. An größeren Werken hinterließ er:
- Johann Bernhard Basedow's Leben, Charakter und Schriften unparteiisch beurtheilt, 2 Bände, Hamburg 1791/92
- Selbstbiographie in 16 Briefen.